# Trichocerota fulvistriga
Trichocerota fulvistriga is een vlinder uit de familie van de wespvlinders (Sesiidae), onderfamilie Tinthiinae.
Trichocerota fulvistriga is voor het eerst wetenschappelijk beschreven door George Francis Hampson in 1919. De soort komt voor in het Oriëntaals gebied.